# Харни, Уильям
Уи́льям Се́лби Ха́рни (англ. William Selby Harney; 22 августа 1800 — 9 мая 1889) — кавалерийский офицер армии США,  участник Американо-мексиканской войны и Индейских войн.

## Биография
Уильям Харни родился в небольшом городке Хейсборо, штат Теннесси. В возрасте восемнадцати лет он поступил на военную службу. В чине второго лейтенанта был направлен в 1-й пехотный полк. Харни принимал участие в сражениях с семинолами и в войне Чёрного Ястреба.
Во время Американо-мексиканской войны был произведён в ранг полковника. Принял участие в сражении при Буэна-Висте, в котором американская армия разгромила значительно превосходящие её по численности мексиканские войска. Отличился в сражении при Серро-Гордо, был повышен до бригадного генерала.
В 1854 году во время отпуска отправился в Париж, но был отозван американскими властями, чтобы возглавить карательную экспедицию против лакота. На рассвете 3 сентября 1855 года солдаты Харни атаковали селение племени брюле на Эш-Холлоу. Индейский лагерь был уничтожен, 86 человек было убито, много женщин и детей захвачено в плен. После этого сражения лакота стали называть Харни Убийца Женщин. Позднее генерал был назначен командующим Департамента Орегон.
Оказавшись на Северо-западе, был вовлечён в пограничный спор на островах Сан-Хуан. Он отправил 66 солдат 9-го пехотного полка под командованием капитана Джорджа Пикетта с приказом не дать высадиться британцам на острове Сан-Хуан. Президент США Джеймс Бьюкенен отозвал Харни, опасаясь развития конфликта с Британией, а в Орегон послал Уинфилда Скотта, которому уже удалось уладить два пограничных конфликта между двумя странами в конце 1830-х годов. 
Перед началом Гражданской войны участвовал в конфликте с мормонами и в серии вооруженных столкновений в Канзасе. Во время войны между Севером и Югом в основных сражениях участия не принимал. В 1863 году вышел в отставку, а в 1865 году ему было присвоено звание генерал-майора в знак признания его заслуг.
Уильям Харни скончался 9 мая 1889 года в городе Орландо, штат Флорида.